# 首演

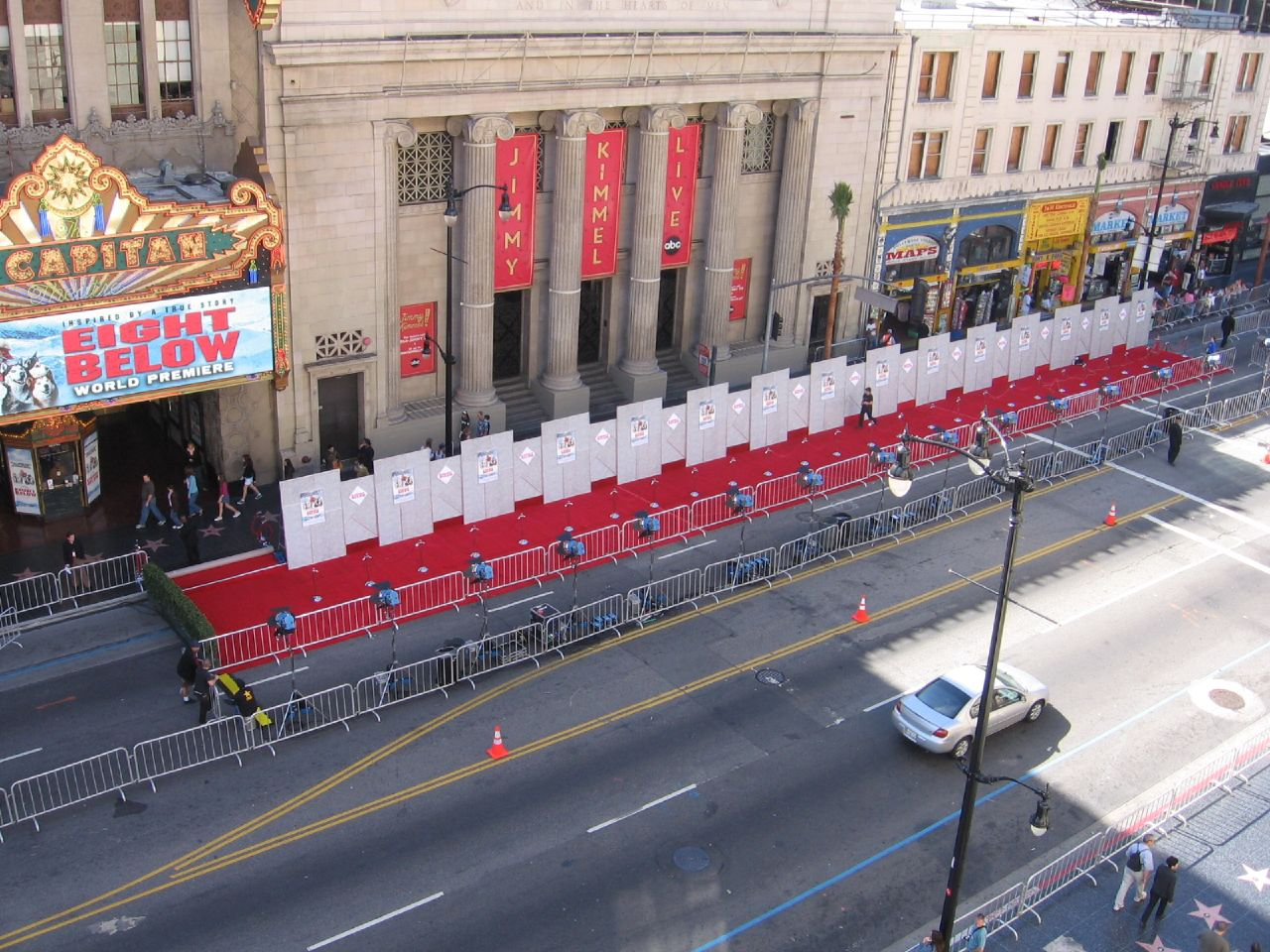
El Capitan電影院舉行的一場電影首映

首演或首映（法語：Première）是指戲劇、電影、舞台劇、電視劇、歌劇、交響樂、芭蕾舞等表演的首次演出或公映 ，通常會吸引社會大眾的目光。
一件作品通常會有多次首演：如世界首演（首次在世界上演出）、各國首演（在各個國家的首次演出）或者線上首演（首次在網際網路上演出）。 當一部作品以某種語言首演後，若之後同一部作品被翻譯為不同語言的版本，則有可能在同一個國家有兩次首演——例如，於1952年法國劇作家让·热内以法語製作了《女僕》在英國的首演，這是它在英國的法語首演，同時也是世界首演。 四年後，它再次以英語演出，這則是它在英國的英語首演。